# Монтіонівська премія
Монтіо́нівська пре́мія (фр. Prix Montyon) — премія, встановлена при Французькій академії у XIX ст. за твори, що мали сприяти поліпшенню суспільного життя, ширенню найкращих моральних засад. Кошти на премію заповідав барон А. О. Монтіон (1733—1820), французький філантроп, за професією адвокат.